# 密花荸荠
密花荸荠（学名：Heleocharis congesta）为莎草科荸荠属的植物。分布在印度、越南以及中国大陆的云南等地，生长于海拔1,300米至1,400米的地区，多生在溪旁、池塘以及森林边缘，目前尚未由人工引种栽培。

## 异名
- Eleocharis congesta D. Don ssp. japonica (Miq.) T. Koyama